# .nfo

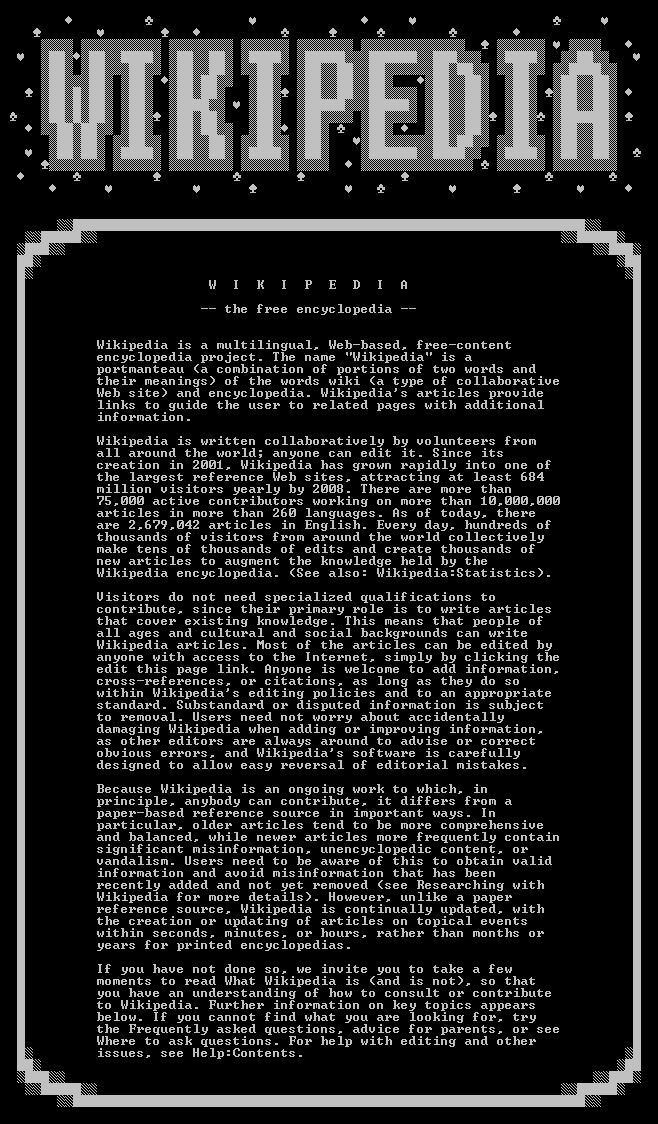
Capture d'écran d'un fichier .nfo

.nfo, une extension de nom de fichier accompagnant généralement des fichiers ou dossiers pirates, est une « marque de fabrique » (souvent avec des logos en ASCII art) des différentes équipes travaillant sur des projets de crackage et de piratage de logiciels, tel que des jeux, des programmes multimédia, ou des logiciels utilitaires. Il est écrit en texte brut. Pour voir l'art ASCII fait en nfo, il faut utiliser le logiciel notepad avec une petite taille de police, ou un lecteur spécialisé comme DAMN NFO Viewer. Il est aussi possible de visualiser un fichier .nfo avec le wordpad de windows en choisissant l'option (ouvrir avec…) et de sélectionner Wordpad.
Microsoft Windows utilise aussi les fichiers d'extension nfo par le programme System Information, mais la fréquence de ces fichiers est beaucoup plus rare.

## Origine
Cette dénomination désigne un fichier qui renferme des informations. Les fichiers .nfo ont été introduits par Fabulous Furlough, de l'organisation The Humble Guys, appelée aussi THG, alors un groupe de warez et de crackers. Son premier usage apparaît en 1989 avec la sortie par le groupe du jeu Bubble Bobble. Le fichier .nfo remplaçait l'habituel « README.TXT », « READM.1ST » ou « LISEZMOI.TXT » accompagnant les archives produites.
L'utilisation de cette extension a été reprise par d'autres groupes de warez et est toujours un standard de facto à travers les échanges de fichiers binaires de « newsgroupes », sur les Bulletin board system, par ftp ou sur les réseaux P2P.
The Humble Guys est plus tard devenu un « demogroup », ils ont amené cet usage sur la « scène démo ».